# أشرف (خدا أفرين)
أشرف هي قرية في مقاطعة خدا أفرين، إيران. عدد سكان هذه القرية هو 24 في سنة 2006.